# СЦ МУП Макиш
44° 46′ 58.3″ N 20° 24′ 9.8″ E / 44.782861° С; 20.402722° И
Спортски центар Министарства унутрашњих послова Макиш, такође познат и као Стадион ФК Полицајац, фудбалски је стадион на Чукарици, у Београду, на коме игра ФК Полицајац. Капацитет стадиона је 4.000.